# Cattleya alaorii
Cattleya alaorii, thường được biết đến với tên the Laelia alaorii, là một loài lan đặc hữu của Brasil (Bahia). Nó được phát hiện vào thập niên 1970 trên vùng núi gần Itabuna, Bahia.

## Hình ảnh

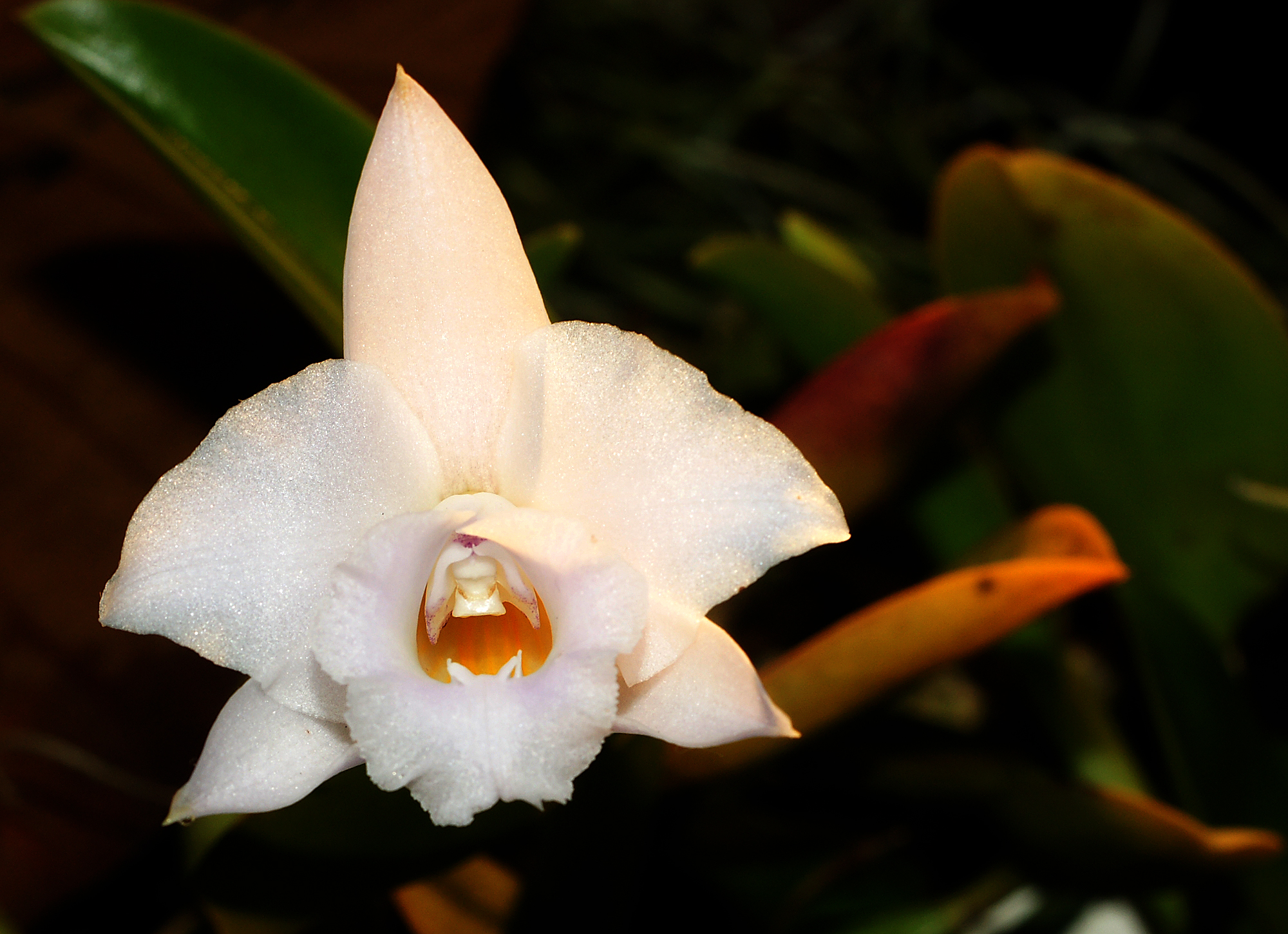